# AKIBAカルチャーズZONE

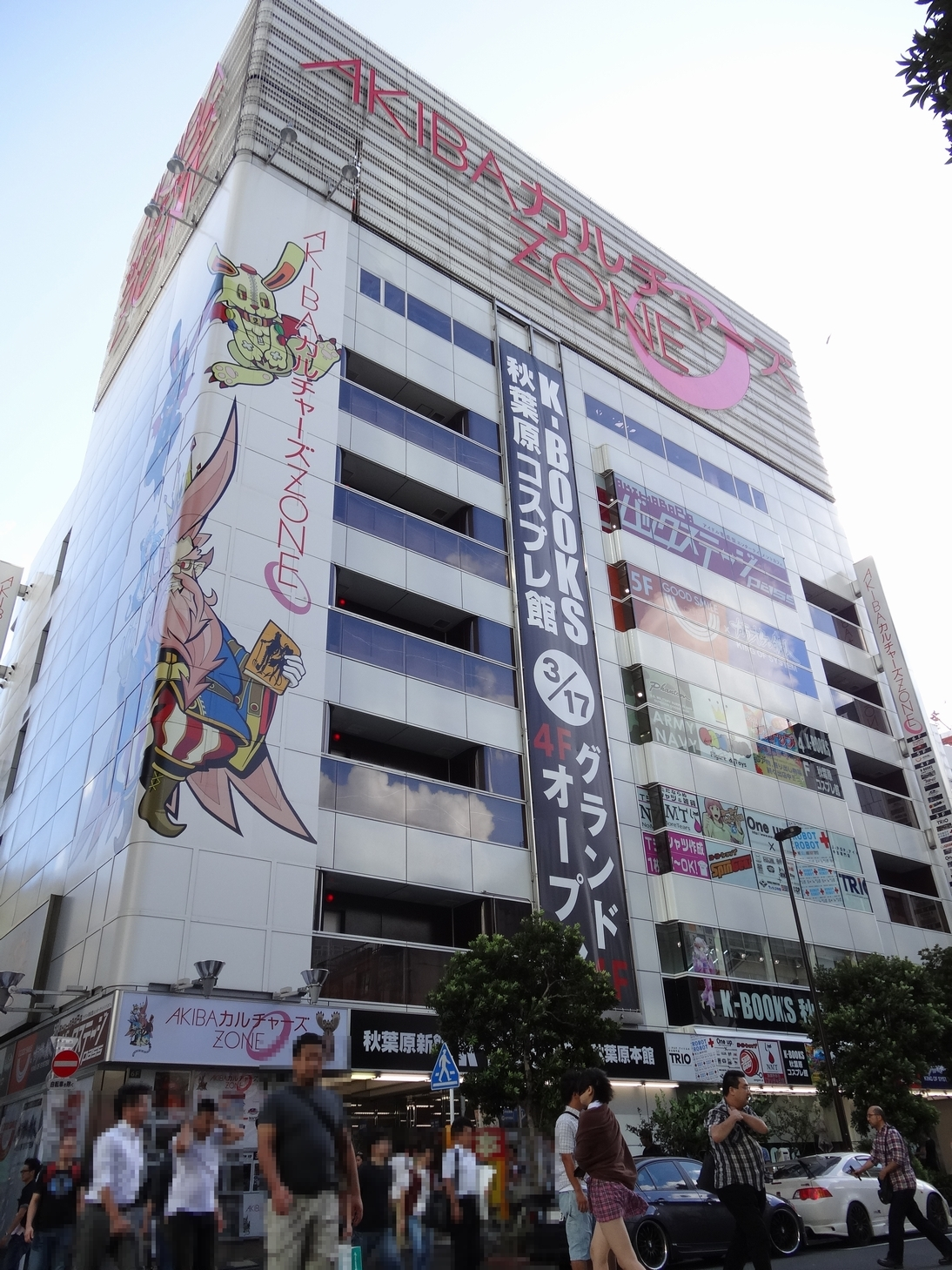
建物外観

AKIBAカルチャーズZONE（アキバカルチャーズゾーン）は東京・秋葉原にある商業ビル。所在地は東京都千代田区外神田一丁目7-6。

## 概要
かつてラオックスのザ・コンピュータ館が入居していた建物を改装し、2011年7月1日に開業。
建物は地上6階・地下2階建てで、開業時点では1・2階部分に秋葉原ラジオ会館から移転してきたK-BOOKSが入居するのみであったが、同年9月15日に海洋堂のワンフェスカフェが地下1階に一部開業（全面開業は同年10月1日）した。その後は3階から5階についても同年10月28日に開業、さらに6階も同年12月23日に開業することで、全面開業となった。

## テナント

### フロア構成
- 6階
  - iTube Studio（2022年12月18日開店）[3]
    - 志倉千代丸プロデュースによる女性YouTuberをテーマとしたコンセプトカフェ。旧「AKIHABARAバックステージpass」に所属していたバクステ外神田一丁目等のアイドルグループメンバーも在籍する。
- 5階
  - あっとほぉーむカフェ（L店・R店の2店舗）（2022年2月12日開店）
  - あっとほぉーむSHOP （2022年2月12日開店）
- 4階
  - アストップ（レンタルショーケース）
  - すけるとん (鉄道模型・スケールモデル)
  - GANKING（フィギュア、キャラクターグッズ）
  - カードショップ買賊王＆ハビコロ玩具（トレーディングカード・キャラクターグッズ）
- 3階
  - ROBOT ROBOT（キャラクターフィギュア・キャラクター雑貨）
  - TRIO（J-POP・アイドル・サブカルチャー雑誌・グッズ）
  - ハビコロ玩具オトメ（キャラクターフィギュア）
  - ヨーヨーショップスピンギア（ヨーヨー）
  - One UP（模型）
- 1階・2階
  - らしんばん秋葉原新館（2014年8月13日開店[4]、2017年4月28日、1Fフロアオープン[5]）
- 地下1階
  - AKIBAカルチャーズ劇場（2013年10月1日開店）

### かつて存在した店舗
以下、閉店順に列挙
- アキバあそび館JAM学園 - 4階。2011年10月28日開店、2012年3月4日閉店。
  - かつて存在したジーンズメイトアキバあそび館（2011年5月11日閉店、現：コトブキヤ秋葉原館）からの移転という形であった。
- 海洋堂ワンフェスカフェ - 地下1階。2011年9月15日開店、2012年5月20日閉店。
- K-BOOKS秋葉原コスプレ館 - 4階。2012年3月17日にアキバあそび館JAM学園跡に開店。2012年9月30日閉店。
- GOOD SMILE cafe×カラオケの鉄人 - 5階。2011年10月28日開店、新業態移行により、2014年3月30日閉店。
  - グッドスマイルカンパニーが自社で展開しているショールーム兼用カフェをチェーン展開するにあたり、カラオケの鉄人を運営する鉄人化計画と提携して開店した店舗であった。2014年に提携先をアニメイトに変更したため閉店した。
- TRIO+ - 4階。2012年12月1日にK-BOOKS秋葉原コスプレ館跡に開店。2014年5月11日閉店。男性アイドルグッズの販売・買取は3階のTRIOに移行。
- K-BOOKS秋葉原新館 - 1階。前述の通り、開業日と同日に開店。ラジオ会館新本館への移転に伴い2014年7月6日閉店。
- K-BOOKS秋葉原本館 - 2階。前述の通り、開業日と同日に開店。ラジオ会館新本館への移転に伴い2014年7月6日閉店。
- アニメイトAKIBAカルチャーズZONE（キャラクターグッズ） - 2014年10月16日開店[6]、2017年3月31日、近隣にある秋葉原店とAKIBAガールズステーションへ統合に伴い閉店[7]。
- GOOD SMILE×アニメイトカフェ- 2014年4月25日開店、2021年9月20日閉店。
- ACOS秋葉原 - 2014年4月25日開店、2021年9月20日閉店。
- AKIHABARAバックステ↔ジpass
  - つんく♂と志倉千代丸のプロデュースによるアイドル育成型エンターテインメントカフェ。アイドルグループ「バクステ外神田一丁目」の活動拠点。2022年10月10日閉店[8]、「iTube Studio」に転換。

## 建物
AKIBAカルチャーズZONEのある土地・建物は、かつては神尾記念病院とその関連会社が所有していた三神ビルが存在していた。しかし、先述のようにラオックスのザ・コンピュータ館（1990年開業）が開業するに伴い現在のビルに建替えられた。しかし、ラオックスの経営不振により同館は2007年9月20日に閉店、地下にあった他の店舗も翌2008年3月までに全て撤退した。しかし、その後も2009年に周囲をフェンスで囲った以外に目立った動きは見られず、看板等そのまま空き家の状態で長らく放置されていた。
2010年に近隣にある秋葉原ラジオ会館の老朽化に伴う改築が決定すると、同会館に入居していたK-BOOKSがザ・コンピュータ館跡に一時移転することとなり、2011年5月より改装工事に着手。2011年7月1日にAKIBAカルチャーズZONEとして開業した。